# امتینگهاوزن
امتینگهاوزن (به آلمانی: Emtinghausen) یک شهر در آلمان است که در Thedinghausen واقع شده‌است. امتینگهاوزن ۱٬۶۶۲ نفر جمعیت دارد.